# Acceptance and commitment therapy
Acceptance and commitment therapy, ACT (uttalas akt), är en av de mer framträdande av KBT:s tredje vågs terapimetoder. Den skiljer sig från klassisk KBT främst i sin kognitiva del men även i sin målsättning. För ACT är det att öka den psykologiska flexibiliteten och höja livskvaliteten snarare än att fokusera på att få bort smärtsamma upplevelser. Inom dess metodik definieras lidande som negativa tankar och känslor inför, under och efter dessa upplevelser. Förnekande definieras som besatthet av dessa upplevelser, vilket ökar lidandet och minskar möjligheten till framtida tillfredsställelse och lycka. Terapin grundar sig på relational frame theory (RFT) som är en beteendeanalytisk teori om mänskligt språk och kognition.

## Metodologi
Ordet "acceptans" i denna terapiform syftar på ovillkorlig acceptans av alla ens upplevelser, även särskilt smärtsamma sådana. Den kognitiva delen består av ett antal tekniker för att hantera det psykologiska lidandet, speciellt när det känns outhärdligt, ohanterligt och oändligt. Till skillnad från klassisk KBT, där man som patient ska granska rimligheten i sina egna tankar och därmed avfärda dem som är orimliga, går ACT istället ut på att ändra sitt förhållningssätt till sina tankar. En viktig del är defusion, som är en serie tekniker för att minska oönskade effekter av tankar, till exempel att man identifierar sig med dem. En av dessa tekniker går ut på att upprepa ett betydelsefullt ord (som "värdelös") tills det framstår som ett godtyckligt ljud snarare än en sanning som har makt över ens beteende. En annan numera spridd ACT-teknik är mindfulness, som går ut på att uppleva det som händer, ögonblick för ögonblick, i just den situation man befinner sig, snarare än att fundera på sådant som varken är närvarande eller sker i själva situationen.
Acceptans innebär att acceptera sina upplevelser av vad som hänt och händer. Det innebär inte att acceptera att något händer utan att ingripa, till exempel om någon far illa. I det fallet bör ens värderingar styra vad man ska göra (se nedan), medan acceptans handlar om att inte förneka eller fastna i den smärta händelsen gett upphov till (vilket snarare kan bidra till handlingsförlamning).
Ett grundläggande begrepp i ACT är "värderad riktning", som innebär att man under en längre tid bör reflektera över och gradera vad man värderar (exempelvis vänner, familj, karriär med mera). Dessa värden uttrycks inte som enskilda mål, exempelvis att gifta sig, utan som mer allmänna inriktningar. Det kan exempelvis vara att behålla och utveckla relationerna med nära vänner eller skapa möjligheter för att kunna (fortsätta) dansa och röra på sig. Syftet med att identifiera riktningar snarare än mål är att när målen väl uppfyllts (eller visar sig inte kunna uppfyllas) kan känslor av tomhet, förvirring och meningslöshet uppstå. Riktningar däremot kan ta sig många olika uttryck, vilket gör att man kan skapa nya mål när de gamla uppfyllts eller inte längre kan uppfyllas.
"Commitment" (hängivenhet, förpliktelse) i ACT syftar till att motivera sig att agera efter sina "värderade riktningar". En viktig del av detta är att lära sig hantera misslyckanden och fortsätta trots dem.
Det finns sex grundprinciper i ACT som syftar till att öka patientens psykologiska flexibilitet:
1. Kognitiv defusion: Att lära sig uppfatta tankar, känslor, bilder m m som självständiga objekt och inte nödvändigtvis som en del oss själva
2. Acceptans: Att låta tankarna och känslorna komma och gå utan att förneka, kämpa emot eller hålla sig fast vid dem
3. Kontakt med nuet: Medvetenhet om häret och nuet, upplevt med öppenhet, intresse och mottaglighet
4. Observerande jag: Att se sig själv som observatör, som en upplevare snarare än innehållet i det man råkar uppleva
5. Värderad riktning: Att upptäcka vad man själv tycker är viktigast snarare än vad som förväntas av en
6. Ändamålsenligt handlande: Att sätta upp mål enligt vad man värderar och genomföra dem ansvarsfullt

ACT skiljer sig också från vanlig KBT genom sin utbredda användning av liknelser som kognitiva terapiverktyg.

## Vetenskapliga belägg
Det vetenskapliga stödet för ACT finns år 2015 i fyra metaanalyser. En av dessa från år 2008 drog slutsatsen att forskningskvaliteten på ACT-studier var för dålig för att det skulle betraktas som en behandling med empiriskt stöd. En metaanalys från 2009 fann att ACT var effektivare än placebo och traditionell behandling för de flesta problem, med undantag för ångest och depression. Det var dock inte effektivare än traditionell KBT. År 2012 gjordes nästa metaanalys som rapporterade att ACT var effektivare än KBT, utom för depression och ångest. Den senaste metaanalysen gjordes år 2015 och kom fram till att ACT var effektivare än placebo och traditionell behandling, och lika effektiv som traditionell KBT för depression, ångeststörningar, beroende och kroppsliga hälsoproblem. Författarna föreslog att jämförelsen med KBT i analysen från 2012 kan ha haft sämre kvalitet då den tog med ickerandomiserade studier med få deltagare. De noterade även att forskningsmetoderna har förbättrats sedan de studier som var med i metaanalysen från 2008. 2014 publicerade Lars-Göran Öst en systematisk metaanalys där han kom fram till att effektstorleken för ACT är låg (d = .42) och att behandlingen inte har belägg för någon särskild åkomma, bättre än sedvanlig KBT.